# Raúl Juliá
Raúl Rafael Carlos Juliá y Arcelay (San Juan, Puerto Rico, 9 maart 1940 – Manhasset, New York, 24 oktober 1994) was een Amerikaans acteur van Puerto Ricaanse afkomst.
Juliá is geboren en getogen in San Juan. Hij werd door acteur Orson Bean ontdekt in een nachtclub aldaar, terwijl hij stond op te treden. Bean moedigde hem aan te verhuizen naar de VS om daar een acteercarrière na te jagen. In 1964 verhuisde Juliá naar Manhattan en vond snel werk in Off-Broadway-shows. Hij speelde echter alleen kleine rollen. Vanaf 1966 begon hij ook in Shakespeare-stukken op te treden. Zo speelde hij de meesterlijke rol van Edmund (King Lear) in 1973 en zette hij een heel geloofwaardige Othello neer in het gelijknamige stuk (1979).
Juliá liet ook zijn sporen achter in musicals. Zo speelde hij in 1971 een hoofdrol in de musical Two Gentlemen of Verona. Andere noemenswaardige musicalrollen waren die van Mack the Knife in The Threepenny Opera (in 1976) en die van de regisseur in Nine (in 1982). Hij werd overigens vier keer genomineerd voor een Tony Award (voor beste acteur), maar won nooit.
Succes op het toneel leidde al snel tot filmrollen, waar hij overigens veel bekender mee geworden is. Een van zijn beste filmrollen speelde hij in Kiss of the Spider Woman uit 1985. Hij verscheen vaak als dramatische held of schurk in talloze films en televisiefilms. Zijn bekendste rol, die van Gomez Addams, speelde hij in The Addams Family en Addams Family Values. Andere bekende filmrollen speelde hij in Moon over Parador, Tequila Sunrise, Presumed Innocent en The Rookie.
In 1993 werd er kanker bij Juliá geconstateerd en begon zijn gezondheid af te nemen. Hij bleef echter acteren, met memorabele rollen in de telefilm The Burning Season, waar hij postuum een Golden Globe en een Emmy voor won. Op 16 oktober 1994 kreeg Juliá thuis een beroerte en raakte hij in een coma. Hij werd onmiddellijk aan de beademing gelegd in een nabijgelegen ziekenhuis. Acht dagen later gaf zijn lichaam het op en overleed Juliá op 54-jarige leeftijd. Zijn lichaam werd teruggevlogen naar Puerto Rico, waar duizenden mensen kwamen opdraven voor zijn staatsbegrafenis.
De rol van Bucho in Desperado was voor hem, maar hij werd ziek tijdens het filmen en moest vervangen worden. Hij stierf kort daarna. Ook de rol van Don Diego de la Vega in The Mask of Zorro was oorspronkelijk bedoeld voor Raúl Juliá.

## Persoonlijk leven
Tussen 1965 en 1969 was Juliá getrouwd met Magda Vasallo. Dit huwelijk eindigde in een scheiding.
Van 28 juni 1976 tot zijn dood was hij getrouwd met Merel Poloway. Met Poloway had Juliá twee zonen (geboren in 1983 en 1987).

## Filmografie
- Stiletto (1969) – rol onbekend
- Love of Life (televisieserie) – Miguel García (1969)
- McCloud: Who Killed Miss U.S.A.? (televisiefilm, 1970) – Father Nieves
- The Panic in Needle Park (1971) – Marco
- Been Down So Long It Looks Like Up to Me (1971) – Juan Carlos Rosenbloom
- The Organization (1971) – Juan Mendoza
- Sesame Street (televisieserie) – Rafael (episode 3.1, 1971)
- The Bob Newhart Show (televisieserie) – Gregory Robinson (afl. "Oh, Brother", 1974)
- King Lear (televisiefilm, 1974) – Edmund
- Aces Up (televisiefilm, 1974) – rol onbekend
- Death Scream (televisiefilm, 1975) – detective Nick Rodriquez
- The Gumball Rally (1976) – Franco Bertollini (Ferrari-team)
- Eyes of Laura Mars (1978) – Michael Reisler
- A Life of Sin (1979) – Paulo
- Othello (direct-naar-videofilm, 1979) – Othello
- Strong Medicine (1981) – rol onbekend
- One from the Heart (1982) – Ray
- The Escape Artist (1982) – Stu Quiñones
- Tempest (1982) – Kalibanos
- The New Show (televisieserie) – verschillende rollen (episode 1.4, 1984)
- La gran fiesta (1985) – rol onbekend
- Overdrawn at the Memory Bank (televisiefilm, 1985) – Aram Fingal/Rick Blaine
- Kiss of the Spider Woman (1985) – Valentin Arregui
- Compromising Positions (1985) – David Suarez
- Mussolini: The Untold Story (Mini-serie, 1985) – graaf Galeazzo Ciano
- Florida Straits (televisiefilm, 1986) – Carlos Jayne
- The Morning After (1986) – Joaquin Manero
- Trading Hearts (1987) – Vinnie Iacona
- The Alamo: Thirteen Days to Glory (televisiefilm, 1987) – generaal Antonio Lopez de Santa Ana
- Onassis: The Richest Man in the World (televisiefilm, 1988) – Aristotle Onassis
- The Penitent (1988) – Ramon Guerola
- Moon over Parador (1988) – Roberto Strausmann
- Tango Bar (1988) – Ricardo
- Tequila Sunrise (1988) – commandante Xavier Escalante / Carlos
- Romero (1989) – aartsbisschop Oscar Romero
- Mack the Knife (1990) – MacHeath
- Presumed Innocent (1990) – Sandy Stern
- Frankenstein Unbound (1990) – Dr. Victor Frankenstein
- The Rookie (1990) – Strom
- Havana (1990) – Arturo Duran (niet op aftiteling)
- The Addams Family (1991) – Gomez Addams
- La peste (1992) – Cottard
- Addams Family Values (1993) – Gomez Addams
- The Burning Season (televisiefilm, 1994) – Chico Mendes
- Street Fighter (1994) – generaal M. Bison
- Street Fighter (computerspel, 1995) – M. Bison (stem)
- Down Came a Blackbird (televisiefilm, 1995) – Tomas Ramirez